# 南苑铁路

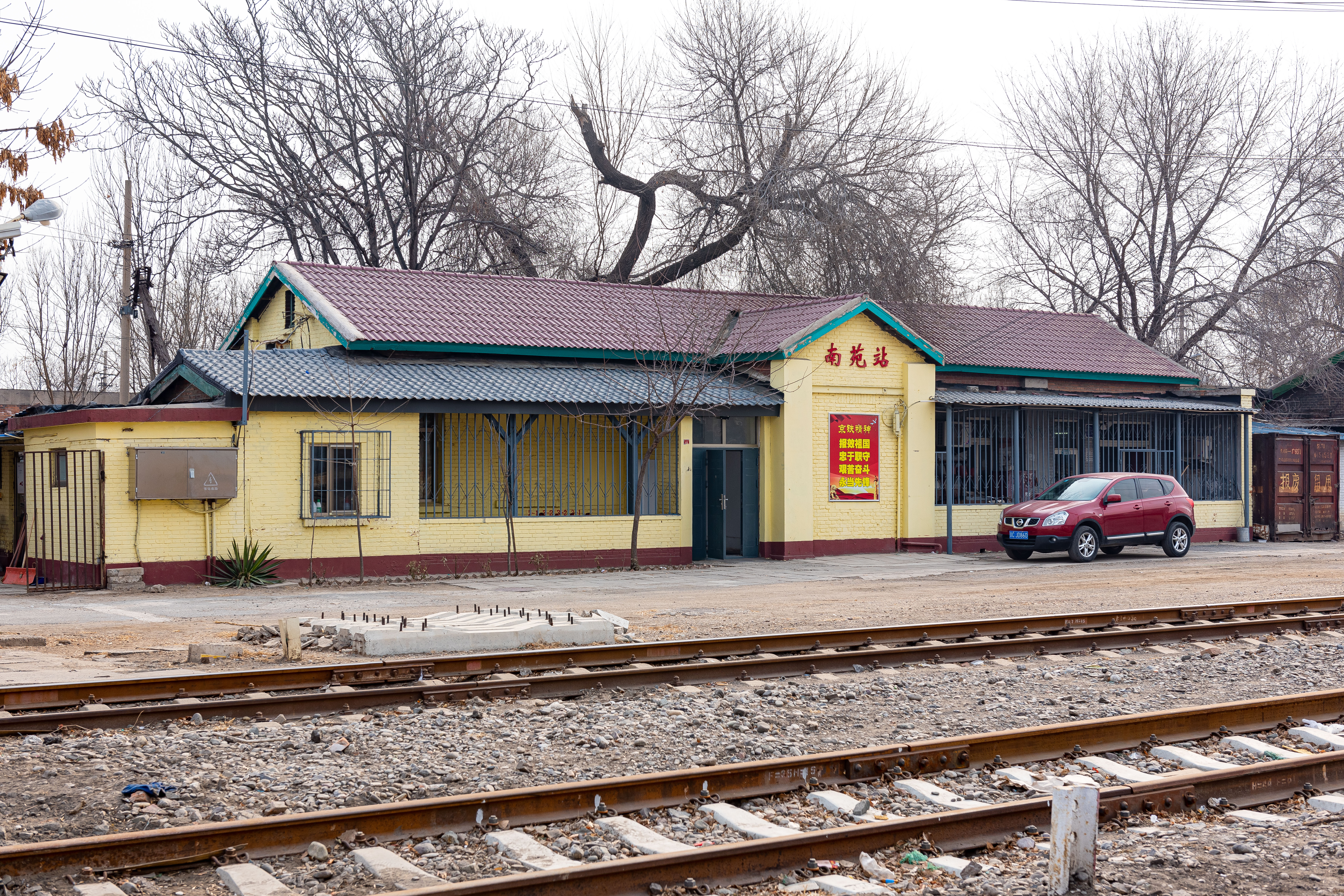
南苑站站房（2024年）

南苑铁路，或称大南铁路，是位于中华人民共和国首都北京市境内的一条铁路支线。南苑铁路自丰双铁路（即北京铁路东南环线）大红门站引出，向南至南苑站止，线路全长仅3公里，是连接南苑机场的铁路支线。

## 历史
南苑铁路最初为1907年建成、由永定门至南苑的米轨铁路。于1937年由侵华日军改建为准轨并向北接入永定门站、向南接入南苑机场。1959年修建丰双铁路时，南苑铁路在大红门附近被分拆为不能直接相通的南、北两段，分别向西接入丰双铁路的大红门站。北段成为连接永定门站和大红门站的一条联络线，后逐渐拆除，仅存大红门站北侧上跨南四环、包围集美家居东侧的一段残余；南段成为大南铁路保留至今。